# Episodi di My Hero Academia (prima stagione)
La prima stagione dell'anime My Hero Academia comprende i primi 13 episodi. La storia narra l'ingresso di Izuku Midoriya nel liceo Yuuei dopo essere diventato l'erede dell'eroe All Might ottenendo il quirk One For All.
La prima stagione è stata trasmessa in Giappone dal 3 aprile al 26 giugno 2016 su MBS. In Italia è stata pubblicata in simulcast su VVVVID con sottotitoli italiani. Il doppiaggio italiano è stato presentato in anteprima nazionale il 22 luglio 2018 presso la fiera Riminicomix con la proiezione del primo episodio; la stagione in italiano è stata poi trasmessa per intero su Italia 2 dal 17 settembre al 22 ottobre 2018.
Tutti gli episodi si aprono con la sigla THE DAY (lett. "Il giorno") dei Porno Graffitti e si concludono con la sigla HEROES (lett. "Eroi") dei Brian the Sun.

## Lista episodi
| Nº serie | Nº | Titolo italiano Giapponese 「Kanji」 - Rōmaji | In onda        | In onda           |
| Nº serie | Nº | Titolo italiano Giapponese 「Kanji」 - Rōmaji | Giapponese     | Italiano          |
| 1        | 1  | Midoriya Izuku: le origini 「緑谷出久：オリジン」 - Midoriya Izuku: Orijin | 3 aprile 2016  | 17 settembre 2018 |
| 1        | 1  | In un mondo dove la maggior parte della popolazione è dotata di poteri speciali conosciuti come "quirk", Izuku Midoriya è un ragazzo che non ne possiede alcuno. Nonostante questo ha sempre sognato di diventare un eroe e un giorno, dopo un lungo periodo di insoddisfazione e prese in giro da parte dei suoi compagni di classe, viene salvato nientemeno che dal suo eroe preferito, All Might, dopo esser stato attaccato da un villain. |                |                   |
| 2        | 2  | La qualificazione di un eroe 「ヒーローの条件」 - Hīrō no jōken | 10 aprile 2016 | 17 settembre 2018 |
| 2        | 2  | Izuku scopre che il vero aspetto di All Might è quello di un uomo magro e gracile, che soffre una pesante ferita inflittagli da un villain cinque anni prima. Alla domanda di Izuku sul fatto di riuscire a diventare un eroe senza quirk, All Might risponde che sarebbe meglio lasciar stare e concentrarsi su un sogno più realistico e alla sua portata. Sconsolato, Izuku si dirige verso casa, ma per strada vede il suo compagno di classe e bullo Katsuki Bakugo in grande difficoltà sotto l'attacco di un villain. Senza eroi nei dintorni con l'abilità giusta per fermare il nemico, Izuku si getta in suo soccorso senza alcuna esitazione nonostante la sua totale mancanza di quirk. A risolvere la situazione è però All Might, il quale si scusa in seguito con il giovane, rivelandogli che anche lui può diventare un vero eroe. |                |                   |
| 3        | 3  | Muscoli ruggenti 「うなれ筋肉」 - Unare kinniku | 17 aprile 2016 | 17 settembre 2018 |
| 3        | 3  | All Might rivela ad Izuku la vera natura del suo quirk, "One For All", abilità che consente di trasferire come eredità un'enorme forza da una persona all'altra. Nonostante All Might ritenga che Izuku sia la persona giusta a cui trasmettere il proprio quirk, ciò non può avvenire subito per il corpo non ancora idoneo del giovane a ricevere la grande quantità di potere di "One For All". All Might sviluppa un piano di allenamento della durata di dieci mesi per rinforzare il fisico di Izuku. |                |                   |
| 4        | 4  | La linea di partenza 「スタートライン」 - Sutāto Rain | 24 aprile 2016 | 24 settembre 2018 |
| 4        | 4  | Dopo aver ricevuto il quirk da All Might, per Izuku è giunto il tempo di affrontare l'esame di ammissione alla prestigiosa accademia per la formazione di nuovi eroi, lo Yuei. Durante la prova pratica, consistente nella distruzione di enormi robot per guadagnare punti, Izuku si trova in difficoltà. Proprio quando è sul punto di cedere, una dei suoi compagni d'esame, Ochaco Uraraka, si trova in serio pericolo e il giovane decide di intervenire per salvarla, usando il suo nuovo quirk. L'esame termina e il salvataggio di Ochaco consente a Midoriya di guadagnare un numero di punti sufficiente per entrare alla Yuei. |                |                   |
| 5        | 5  | Ciò che posso fare ora 「今 僕に出来ることを」 - Ima boku ni dekiru koto o | 1º maggio 2016 | 24 settembre 2018 |
| 5        | 5  | È il primo giorno di Izuku come studente dell'accademia Yuei. Tuttavia, il professore coordinatore della sua classe Shōta Aizawa decide di sottoporlo insieme ai suoi compagni ad un test di educazione fisica per valutare come gli studenti usino i propri Quirk. Aizawa minaccia quindi di espellere lo studente che si sarebbe classificato ultimo e Izuku si trova nuovamente ad affrontare una situazione delicata senza aver ancora imparato a controllare in maniera appropriata il proprio Quirk. |                |                   |
| 6        | 6  | La furia di un nerd! 「猛れクソナード」 - Takere kuso nādo | 8 maggio 2016  | 1º ottobre 2018   |
| 6        | 6  | Scongiurato il rischio di espulsione da parte di Aizawa, i neo-studenti della Yuei prendono parte ad una lezione tenuta da All Might. Il supereroe li sottopone ad una prova in cui si devono dividere in gruppi da due persone scelti tramite estrazione a sorte e con la stessa procedura alcuni si sarebbero dovuti dividere in eroi e villain. La squadra degli eroi deve infiltrarsi nel territorio nemico e disabilitare una bomba finta, impedendo ai villain di attuare così i loro intenti malvagi. Izuku si trova in coppia con Ochaco, ma come squadra nemica li attende quella formata da Iida Tenya e Katsuki Bakugo. Quest'ultimo è furioso con Izuku per non avergli permesso di essere l'unico del suo istituto ad accedere alla Yuei nonostante la sua mancanza di Quirk e decide pertanto di affrontarlo.                         |                |                   |
| 7        | 7  | Deku vs Kacchan 「デクvsかっちゃん」 - Deku vs Kacchan | 15 maggio 2016 | 1º ottobre 2018   |
| 7        | 7  | La finta battaglia tra studenti prosegue con Izuku intento a sfuggire ai devastanti attacchi di Bakugō, lasciando a Ochaco il compito di affrontare Iida da sola. Con il tempo disponibile ormai prossimo all'esaurimento, Izuku si trova costretto ad usare il proprio Quirk contro Bakugō nel tentativo di batterlo. L'onda d'urto del colpo di Midoriya permette però ad Ochaco di raggiungere la bomba approfittando della distrazione di Iida. Il team di Izuku vince così la sfida e Katsuki, sebbene abbia dominato in potenza, rimane sconvolto dalla sconfitta. |                |                   |
| 8        | 8  | La linea di partenza di Bakugo 「スタートライン、爆豪の。」 - Sutāto rain, Bakugō no. | 22 maggio 2016 | 8 ottobre 2018    |
| 8        | 8  | Dopo aver perso contro Izuku, Bakugō guarda il resto della prova affrontata dai suoi compagni di classe e realizza che ha ancora molta strada da percorrere prima di poter emergere tra i suoi coetanei. Dopo esser stato curato dalle ferite riportate nella battaglia, Izuku cerca di tirarlo su di morale, al punto da condividere con lui parte del suo segreto. Nel frattempo, la notizia che All Might ha iniziato ad essere insegnante della Yuei giunge all'orecchio di alcuni individui che lo disprezzano. |                |                   |
| 9        | 9  | Forza, Iida, dacci dentro! 「いいぞガンバレ飯田くん！」 - Ii zo ganbare Iida-kun! | 29 maggio 2016 | 8 ottobre 2018    |
| 9        | 9  | Un sorpreso Izuku viene scelto come rappresentante di classe, ma in accordo con la classe sceglie alla fine di cedere la propria posizione al compagno Iida, ritenuto molto più affidabile per tale posizione. Izuku e i suoi compagni di studi devono poi affrontare un nuovo esercizio in cui avrebbero dovuto imparare le basi del salvataggio, ma improvvisamente un gruppo di villain irrompe nell'istituto. |                |                   |
| 10       | 10 | Un assedio inaspettato 「未知との遭遇」 - Michi to no sōgū | 5 giugno 2016  | 15 ottobre 2018   |
| 10       | 10 | I villain capitanati da Tomura Shigaraki usano i propri poteri per disperdere e indebolire gli studenti, in modo da attirare in trappola All Might. Izuku finisce bloccato su una nave circondato da villain insieme ai propri compagni Tsuyu Asui e Minoru Mineta, ma dopo aver fatto il punto sui loro poteri elaborano insieme un piano per sconfiggere rapidamente i nemici e andar via da lì. Altrove Iida viene scelto dagli altri per oltrepassare rapidamente la difesa nemica e andare a chiedere aiuto. |                |                   |
| 11       | 11 | Game over 「ゲームオーバー」 - Gēmu Ōbā | 12 giugno 2016 | 15 ottobre 2018   |
| 11       | 11 | Gli studenti combattono per le proprie vite contro i Villains, mentre Iida riesce a fuggire con successo con l'aiuto dei suoi amici e corre via a chiedere aiuto. Una volta chiaro che Iida riuscirà ad avvertire gli altri docenti della Yuei dell'attacco nemico, il capo dei Villain Tomura Shigaraki decide di uccidere Izuku e i suoi amici prima di procedere alla fuga per poter ferire l'orgoglio di All Might. Ma è proprio l'arrivo improvviso sul campo di battaglia di questi ultimi a salvare i suoi studenti. |                |                   |
| 12       | 12 | All Might 「オールマイト」 - Ōrumaito | 19 giugno 2016 | 22 ottobre 2018   |
| 12       | 12 | Shigaraki rilascia la sua arma segreta, il mostro Multi-Quirk chiamato "Nomu", che inizia ad affrontare All Might mettendolo in difficoltà. È però l'intervento di Izuku, Katsuki e Shoto a concedergli un lasso di tempo sufficiente per sfuggire ai forti attacchi dell'avversario e a sconfiggerlo scagliandolo via dalla scuola, giusto prima che scadesse il tempo limite di utilizzo del proprio quirk. |                |                   |
| 13       | 13 | Nel petto di ciascuno 「各々の胸に」 - Onoono no mune ni | 26 giugno 2016 | 22 ottobre 2018   |
| 13       | 13 | Nonostante sia stato in grado di sconfiggere Nomu, All Might non ha più energie sufficienti per continuare a rimanere trasformato e si trova privo di difese contro Shigaraki. Izuku riesce però a fermare il nemico sino all'arrivo degli altri professori supereroi, che forzano i nemici a battere in ritirata. In seguito all'arresto di diversi Villains e al salvataggio di tutti gli studenti, All Might ringrazia Izuku per avergli salvato la vita. Altrove Shigaraki conferisce con il proprio maestro e capo, riferendogli che la faida contro gli eroi è soltanto agli inizi. Infine, una figura non identificata in piedi su un tetto fissa la città. |                |                   |

## Home video
La prima stagione è stata distribuita in DVD e Blu-Ray in Giappone da Toho in cinque volumi fra il 29 giugno ed il 12 ottobre 2016.
| Volume | Episodi | Data di pubblicazione |
| ------ | ------- | --------------------- |
| 1      | 1–3     | 29 giugno 2016        |
| 2      | 4–6     | 13 luglio 2016        |
| 3      | 7–9     | 17 agosto 2016        |
| 4      | 10–11   | 14 settembre 2016     |
| 5      | 12–13   | 12 ottobre 2016       |

In Italia è stata pubblicata da Dynit nei medesimi supporti e in un'unica uscita avvenuta il 7 novembre 2018.